# Microglanis poecilus
Microglanis poecilus är en fiskart som beskrevs av Eigenmann 1912. Microglanis poecilus ingår i släktet Microglanis och familjen Pseudopimelodidae. Inga underarter finns listade i Catalogue of Life.